# Craugastor augusti
Craugastor augusti är en groddjursart som först beskrevs av Dugès in Brocchi 1879.  Craugastor augusti ingår i släktet Craugastor och familjen Craugastoridae. IUCN kategoriserar arten globalt som livskraftig.

## Underarter
Arten delas in i följande underarter:
- C. a. augusti
- C. a. latrans
- C. a. cactorum